# Surame

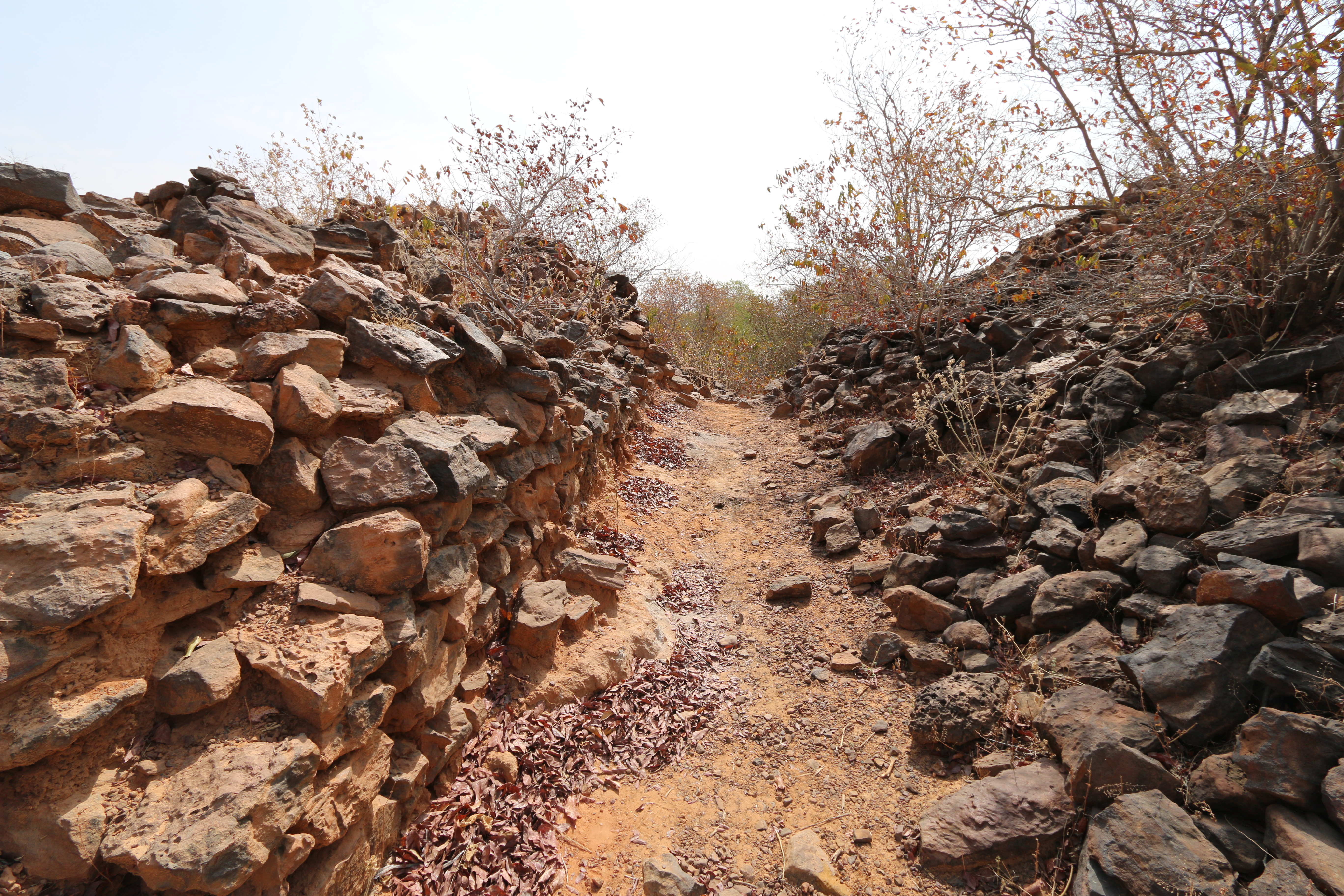
Murs de Surame.

L'ancienne ville de Surame est un monument national nigérian situé dans l'État de Sokoto, au nord-ouest du Nigeria. Elle a été créée au XVIe siècle par Muhammadu Kanta Sarkin Kebbi, qui contrôlait un empire dans la région. La ville a été abandonnée vers 1700 lorsque la capitale a été transférée à Birnin Kebbi.

## Description
Couvrant une superficie de 9 km, le site comprend les vestiges de fondations d'établissements humains, de murs, de puits et de tessons de poterie. Il existe des murs défensifs en pierre et en mortier autour des villages, ainsi que des fossés creusés autour de la zone et remplis de buissons épineux comme moyen défensif.

## Histoire
L'ancien royaume de surame a règné du XVe au XVIe siècle.

## Monument antique nigérian
Le surame a été déclaré ancien monument national le 15 août 1964

## Statut de patrimoine mondial
Ce site a été ajouté à la liste indicative du patrimoine mondial de l'UNESCO le 8 octobre 2007 dans la catégorie mixte (culturel + naturel).